# なげなわアクション!ぐるぐる!ちびロボ!
『なげなわアクション!ぐるぐる!ちびロボ!』は、任天堂より2015年10月8日に発売されたニンテンドー3DS用横スクロールアクションゲーム。

## 概要
ちびロボ!シリーズのひとつ。過去作の『咲かせて!ちびロボ!』や『おかえり!ちびロボ! ハッピーリッチー大そうじ!』では掃除や公園づくりが行われたが、本作では宇宙人から地球を守るために世界中を冒険する。
本作はシリーズ初の横スクロールアクションゲームとなっており、ちびロボのお尻から伸びているヒップラグを伸縮させることで攻撃や移動、アイテムの回収などを行うワイヤーアクションが特徴。ステージはは全6ワールドから構成され、「オセアニア」「カリブ海」など世界各地の名称がワールド名となっている。
また、100種類の実在のお菓子が登場しており、パッケージや中身のお菓子を閲覧することができる。製菓会社とのコラボも行われ、コリスのフエラムネ、株式会社黄金糖の黄金糖に特別な体験版がダウンロードできるQRコードが付属した。
amiibo
amiiboに対応しており、「ちびロボ」のamiiboをコース内で読み込ませるとちびロボが「スーパーちびロボ」にパワーアップし、ちびロボハウスで読み込ませると「ちびガシャポン」で遊べる。ちびロボ以外のamiiboを読み込ませると通貨である「マネ」が貰えるほか、ちびガシャポンに対応したキャラクターのポーズをした特別なちびロボのフィギュアが手に入るようになる。

## 登場キャラクター
ちびロボ
シリーズの主人公である小型ロボット。オレンジ社製で、電力（ワッツ）で動く。お尻についたヒップラグで充電ができる。
トンピー
ちびロボの相棒であり、顔のモニターでテレビを移したりできる。パーツをすべて収納してぱたんと閉じると球状になる。
トビー
W1にいるプロベラ飛行機のおもちゃ。お菓子が燃料となっている。
タタッキー
W2にいるダンスが好きなシンバルモンキーのおもちゃ。ダンスを踊る為にお菓子を欲しがっている。
ブライズ
W3にいる花婿探しをしているブライズ・ドール。お菓子を「ラッキーお菓子」としている。
カムッセルマイヤー
W4にいるオネエなくるみ割り人形。舞台「くるみ割り人形」に出演するために日々奮闘している。
ギッチョマン
W5にいる宇宙刑事ヒーローのフィギュア。新しい技を考案する為にイメージの為にお菓子を必要としている。
ペギー
W6にいるおしゃれ好きなペンギンのぬいぐるみ。日本の原宿で大人気らしい。
大宇宙人ロボ
今作の元凶兼ラスボスである巨大なロボット型の一つ目宇宙人。

## コース
ルーレットで次のコースが決まり、すべてのコースをクリア後にボスコースが出現する。
W1 オセアニア
草の中のステージ。ボスはカンガルー型のロボット「パピヨンハネッパー」。
W2 北アフリカ
砂漠のステージ。ボスはコブラ型のロボット「シュシュメルビーム」。
W3 カリブ海
海のステージ。ボスはマッコウクジラ型のロボット「シズンドーン」。
W4 ヨーロッパ
森の中のステージ。ボスは吸血鬼型のロボット「ドラキネーロ」。
W5 北アメリカ
工場のステージ。ボスは鉄骨型のロボット「クラフトヘッド」。
W6 南極
氷のステージ。ボスはUFO型のロボット「マザーシップ」。